# Падурени (Кошула)
Падурени (рум. Pădureni) насеље је у Румунији у округу Ботошани у општини Кошула. Oпштина се налази на надморској висини од 116 m.

## Становништво
Према подацима из 2002. године у насељу је живело 638 становника, од којих су сви румунске националности.